# 大友至恩
大友 至恩（おおとも しおん、2007年8月10日 - ）は、日本の俳優。京都府出身。劇団東俳所属。

## 略歴
2021年、舞台『王子と乞食』にトム役で出演。
2022年はジュエルステージ『オンエア！』に小野屋あずき役で出演の他、テレビドラマ『ひきこもり先生シーズン2』に出演している。11月に公式サイト「大友至恩OFFICIAL SITE」を開設。
オーディションを経て2023年上演の舞台「『HUNTER×HUNTER』THE STAGE」のゴン役に15歳で抜擢された。
2024年は舞台『ルール』、舞台『忍たま乱太郎』に出演の他に、映画『霧の淵』にも出演を果たした。10月からはニコニコチャンネル『至恩道〜タコきちといっしょ〜』の配信を開始した。
2025年はミュージカル『刀剣乱舞』に大慶直胤役で出演。

## 人物
- 趣味は音楽を聴くこと。特技は書道と剣道で、書道は準8段、剣道は初段の腕前[7]。好きな食べ物はうどん[8]。
- インタビューの中で『HUNTER×HUNTER』の推しキャラクターとしてメレオロンをあげている[9]。その他「『HUNTER×HUNTER』THE STAGE」のオーディションを受ける前、『週刊少年ジャンプ』を購入しテレビアニメの『HUNTER×HUNTER』も見ていた父からは、「たぶん（大友に）ハマる役はないぞ」と言われていたが[9]、演出を務めた山崎彬からは「オーディション時から『目がゴンだな』『すばらしいな』という思いがありました」と評されている[4]。

## 出演

### 舞台
- 王子と乞食（2021年8月） - トム 役[10]
- ジュエルステージ『オンエア！』（2022年6月） - 小野屋あずき 役[11]
- 『HUNTER×HUNTER』THE STAGE（2023年5月） - ゴン 役[12]
- ジュエルステージ『オンエア！』～Unit Story side エメ☆カレ～（2023年7月 - 8月） - 小野屋あずき 役[13]
- A Brilliant Christmas（2023年11月） - 谷山望 役[14][15]
- 『HUNTER×HUNTER』THE STAGE 2（2024年3月） - ゴン 役[16]
- ルール～『十五少年漂流記』より～（2024年5月 - 6月） - ジャック 役[17][18]
- 舞台『忍たま乱太郎』～はじめまして！三年生、全員集合の段～（2024年8月） - 富松作兵衛 役[19]
- ミュージカル『忍たま乱太郎』第14弾 忍術学園学園祭 大阪公演（2025年1月）-富松作兵衛 役
- ミュージカル『刀剣乱舞』 - 大慶直胤 役
  - ～坂龍飛騰（）～（2025年3月 - 5月）[20]
  - 目出度歌誉花舞 十周年祝賀祭（2025年7月）[21]
- Office8次元プロデュース公演 鳴らして楽しむミュージカル『セロ弾きのゴーシュ』（2025年9月〈予定〉） - 主演・ゴーシュ 役[22]
- 萩・京都維新物語 世界遺産朗読劇『幕末松風録〜萩の章〜』（2025年9月〈予定〉） - 伊藤利助 役[23]

### テレビドラマ
- 真犯人フラグ（2021年、日本テレビ）[24]
- ひきこもり先生シーズン2（2022年、NHK総合） - 山中太生 役[1]
- クールドジ男子 第8話（2023年、テレビ東京） - 瞬の後輩 役[25]
- 婚活1000本ノック（2024年、フジテレビ）[7]
- 95（2024年、テレビ東京）[1]

### 映画
- 霧の淵（2024年）[26]
- サユリ（2024年）-田中 役

### ネット配信
- 至恩道〜タコきちといっしょ〜（2024年 - 、ニコニコチャンネル）[27]

### 配信ドラマ
- 片想いの彼のために捜査してたら、いつのまにか名探偵になりました。（仮）（2023年、FOD）[7]

### ラジオドラマ
- NISSAN あ、安部礼司 〜 beyond the average 〜（2024年、Tokyo FM） - 安部永太 役[28]
- 居場所。（2024年、Tokyo FM）[7]

### CM
- スタンレー電気「潜入！スタンレー電気の技術」篇（2024年）
- MIXI モンスターストライク「友だちの友だち」篇（2024年） - 大崎 役